# 新開村
新開村（しんかいむら）は長野県西筑摩郡にあった村。現在の木曽郡木曽町大字新開にあたる。

## 地理
- 山：木曽駒ヶ岳、将棊頭山、木曽前岳、麦草山、赤林山、城山、奥峰
- 河川：木曽川、黒川

## 歴史
- 1874年（明治7年）11月7日 - 筑摩県筑摩郡黒川村及び上田村が合併して、新開村が発足する。
- 1876年（明治9年）8月21日 - 長野県の所属となる。
- 1878年（明治11年）1月4日 - 郡区町村編制法の施行により、新開村が西筑摩郡の所属となる。
- 1889年（明治22年）4月1日 - 町村制の施行により、新開村の区域をもって、新開村が発足する。
- 1967年（昭和42年）4月3日 - 福島町及び新開村が合併して、木曽福島町が発足する。

## 交通

### 鉄道路線
村域を日本国有鉄道中央本線が通過したが、駅は所在しなかった。

### 道路
- 国道19号（中山道）
- 木曽街道